# خوليو لوريس
خوليو لوريس (بالإسبانية: Julio Lores)‏ (15 سبتمبر 1908 – تاريخ الوفاة غير معلوم) لاعب كرة قدم بيروفي ذو أصول مكسيكية راحل كان يجيد اللعب في خط الهجوم .
لعب طوال مسيرته الرياضية في نادي نيكاكسا المكسيكي . شارك مع منتخب بيرو في بطولة كأس العالم 1930 في الأوروغواي .

## وصلات خارجية
- خوليو لوريس على موقع الاتحاد الدولي (مؤرشف)  (الإنجليزية)
- خوليو لوريس على موقع قاعدة بيانات كرة القدم.إي يو (الإنجليزية)
- خوليو لوريس على موقع ناشيونال فوتبول تيمز (الإنجليزية)
- خوليو لوريس على موقع عالم كرة القدم.نت (الإنجليزية)

- هذا السيرة الذاتية